# Ніцеч
Ніцеч( пол. Nieciecz) — річка в Польщі, у Радомському й Белхатовському повітах Лодзинського воєводства. Ліва притока Відавки (басейн Балтійського моря).

## Опис
Довжина річки 34 км, найкоротша відстань між витоком і гирлом — 26,03 км, коефіцієнт звивистості річки — 1,31.

## Розташування
Бере початок у селі Вирвас ґміни Жонсня . Спочатку тече переважно на північний захід через Старе Село, Брутус, Ястженбіце, Русіц, Грабуве. Біля села Зборув повертає на північний схід, протікає через село Відаву і впадає у річку Відавку, праву притоку Варти.
У пригирловій частині ширина річки приблизно 4 м, а середня глибина — 0,6 м.
У селі Русіц річку перетинає автошлях 74 та залізнична дорога.